# Buto (Varese Ligure)
Buto è una frazione del comune italiano di Varese Ligure, nell'alta Val di Vara, in provincia della Spezia.

## Geografia fisica
La frazione dista circa 17 km dal centro di Varese Ligure ed è posizionata ai piedi del monte Gottero, a 690 m sul livello del mare.

## Storia
L'origine risale al tempo in cui i bizantini cercavano di arginare l’avanzata dei longobardi nel VI secolo. La zona conserva molte tracce della presenza bizantina, che usufruendo dei porti di Luni e di Sestri Levante ha cercato di contrastare l’avanzata longobarda attestandosi sui contrafforti degli Appennini.
Importante centro commerciale nel medioevo, da questa località transitavano le merci e le carovane dirette al passo di Centocroci da Levanto; tale appartenenza rivela l'importanza strategica del paese nel contesto topografico feudale: da Caranza fino a Suvero i Malaspina, seguendo il progetto strategico dei bizantini, avevano istituito i punti di difesa per arginare l’attacco al loro feudo. Si ha memoria di beni appartenenti ai Malaspina nella zona di Buto attraverso il patto giuridico della mezzadria istituito nel 1500 ma che richiama la proprietà dei beni terrieri risalenti ai Malaspina attorno al Mille.

## Monumenti e luoghi d'interesse

### Architetture religiose
- Chiesa parrocchiale di San Pietro Apostolo, edificata utilizzando le pietre del desueto castello.[3]
- Oratorio di Nostra Signora del Rosario, in località Focetta.[3]
- Eremo della Visitazione delle Monache Benedettine Eremite.[3]

## Cultura

### Eventi
L'8 settembre viene officiata la festività patronale del Santissimo Nome di Maria.